# Alfa Romeo 2300
Alfa Romeo 2300 är en personbil, tillverkad av Alfa Romeos brasilianska dotterbolag FNM mellan 1974 och 1986.
FNM hade byggt Alfa Romeo 2000 i Brasilien sedan 1960 och trots en uppdatering 1969 såg bilen med sina stora fenor bak tämligen bedagad ut i början av 1970-talet. Därför startade arbetet på en ny modell, den första FNM-modell som skulle säljas under Alfa Romeo-namnet. Att ta fram en helt ny bil enbart för den brasilianska marknaden var inte aktuellt och det mesta av tekniken från företrädaren återanvändes. Karossen var mycket lik den samtida italienska Alfettan men den var större på alla ledder. Motorn, som ursprungligen konstruerats till 1900-modellen, förstorades till 2,3 liter.
Efter oljekrisen 1973 hade de brasilianska myndigheterna beslutat att satsa på inhemskt producerad motoralkohol. När landet gradvis gick över till etanolbränsle blev FNM stående med ett lager av 2300-bilar med bensinmotor som ingen efterfrågade. Dessa skeppades till Nederländerna där de såldes som Alfa Romeo Rio.